# الظاهر
الظاهر یک ناحیه در یمن است که در استان عمران واقع شده‌است. الظاهر ۳۱٬۶۷۸ نفر جمعیت دارد.